# Кассен, Рене
Рене Семуэль Кассен (фр. René Samuel Cassin; 5 октября 1887 года, Байонна — 20 февраля 1976 года, Париж) — французский юрист и общественный деятель, один из авторов Всеобщей декларации прав человека. Лауреат Нобелевской премии мира 1968 года и премии ООН по правам человека того же года. Председатель Европейского суда по правам человека в 1965—1968 годах.

## Биография
Родился в семье еврейского происхождения.
Служил на фронтах Первой мировой войны, после чего организовал организацию ветеранов левой политической направленности.
В 1941—1943 годах министр юстиции в правительстве Свободной Франции.
После Второй мировой войны стал одним из инициаторов и авторов Всеобщей декларации прав человека, принятой Генеральной Ассамблеей ООН 10 декабря 1948 года. Впоследствии он работает над проектом Конвенции о защите прав человека и основных свобод, основой которой стала Всеобщая декларация прав человека.
Был первым президентом Международной ассоциации юристов-демократов.
Членкор Британской академии (1971).